# Gerasdorf bei Wien
Gerasdorf bei Wien – miasto w Austrii, w kraju związkowym Dolna Austria, w powiecie Korneuburg. Według Austriackiego Urzędu Statystycznego liczyło 10 862 mieszkańców (1 stycznia 2017). Do 31 grudnia 2016 należało do powiatu Wien-Umgebung.